# Kanton Louviers
 Louviers is een kanton van het Franse departement Eure. Het kanton maakt deel uit van het arrondissement  Les Andelys.  

Het telt 24.329 inwoners in 2018.

Het kanton werd gevormd ingevolge het decreet van 25  februari 2014 met uitwerking op 22 maart 2015.

## Gemeenten
Het kanton Louviers omvat volgende 7 gemeenten.
- Andé
- Heudebouville
- Incarville
- Louviers (hoofdplaats)
- Saint-Étienne-du-Vauvray
- Saint-Pierre-du-Vauvray
- Vironvay